# Centris toroi
Centris toroi là một loài Hymenoptera trong họ Apidae. Loài này được Zanella mô tả khoa học năm 2002.